# Yasuhikotakia
Yasuhikotakia – rodzaj ryb  z  rodziny Botiidae, klasyfikowanej też w randze podrodziny Botiinae w obrębie piskorzowatych (Cobitidae). 

## Klasyfikacja
Gatunki zaliczane do tego rodzaju:
- Yasuhikotakia caudipunctata
- Yasuhikotakia eos
- Yasuhikotakia lecontei – bocja czerwonopłetwa[3]
- Yasuhikotakia longidorsalis
- Yasuhikotakia modesta – bocja szara[4]
- Yasuhikotakia morleti – bocja syjamska[4]
- Yasuhikotakia splendida

Gatunkiem typowym jest Botia modesta (Y. modesta).

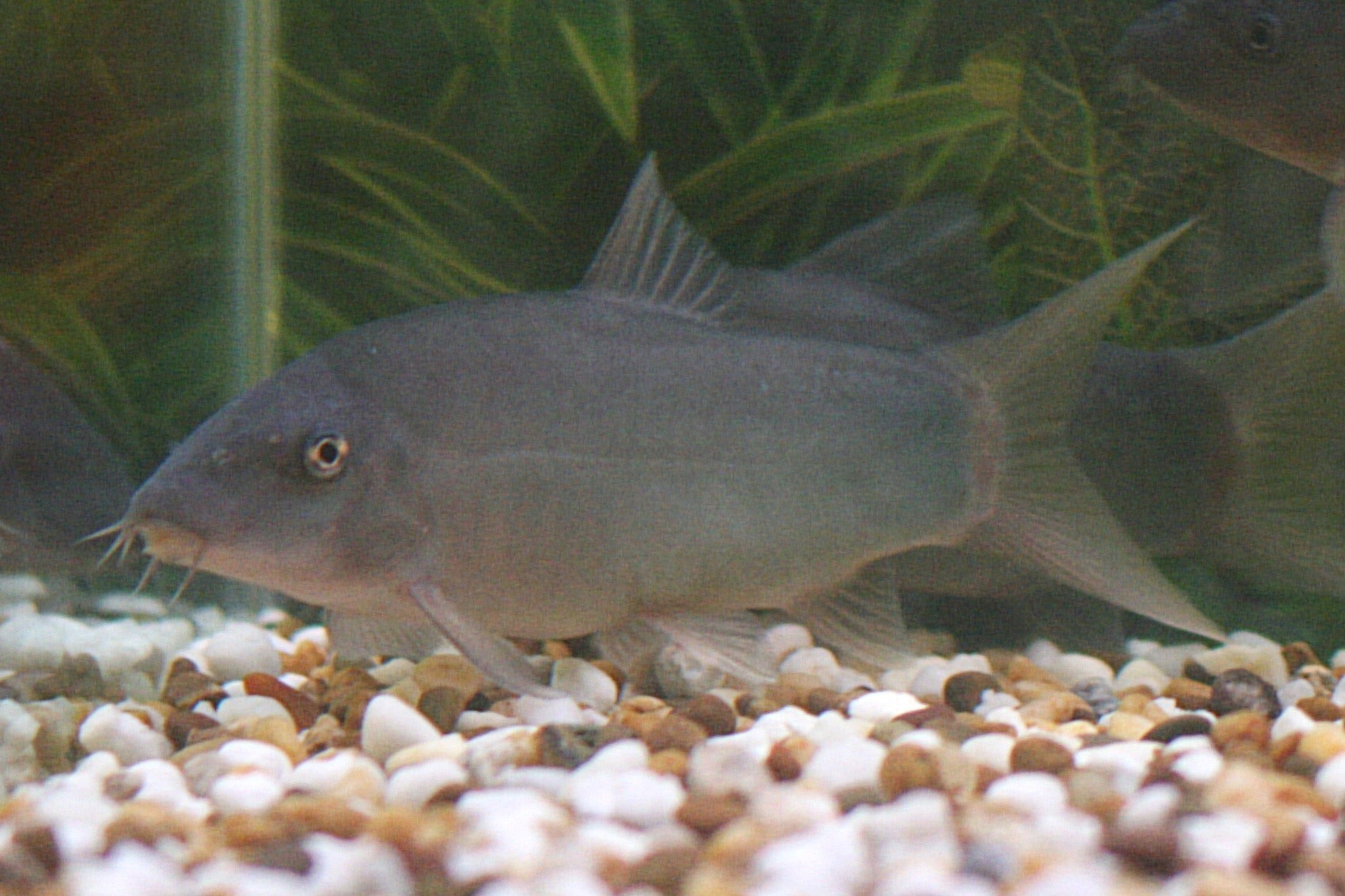
Yasuhikotakia modesta
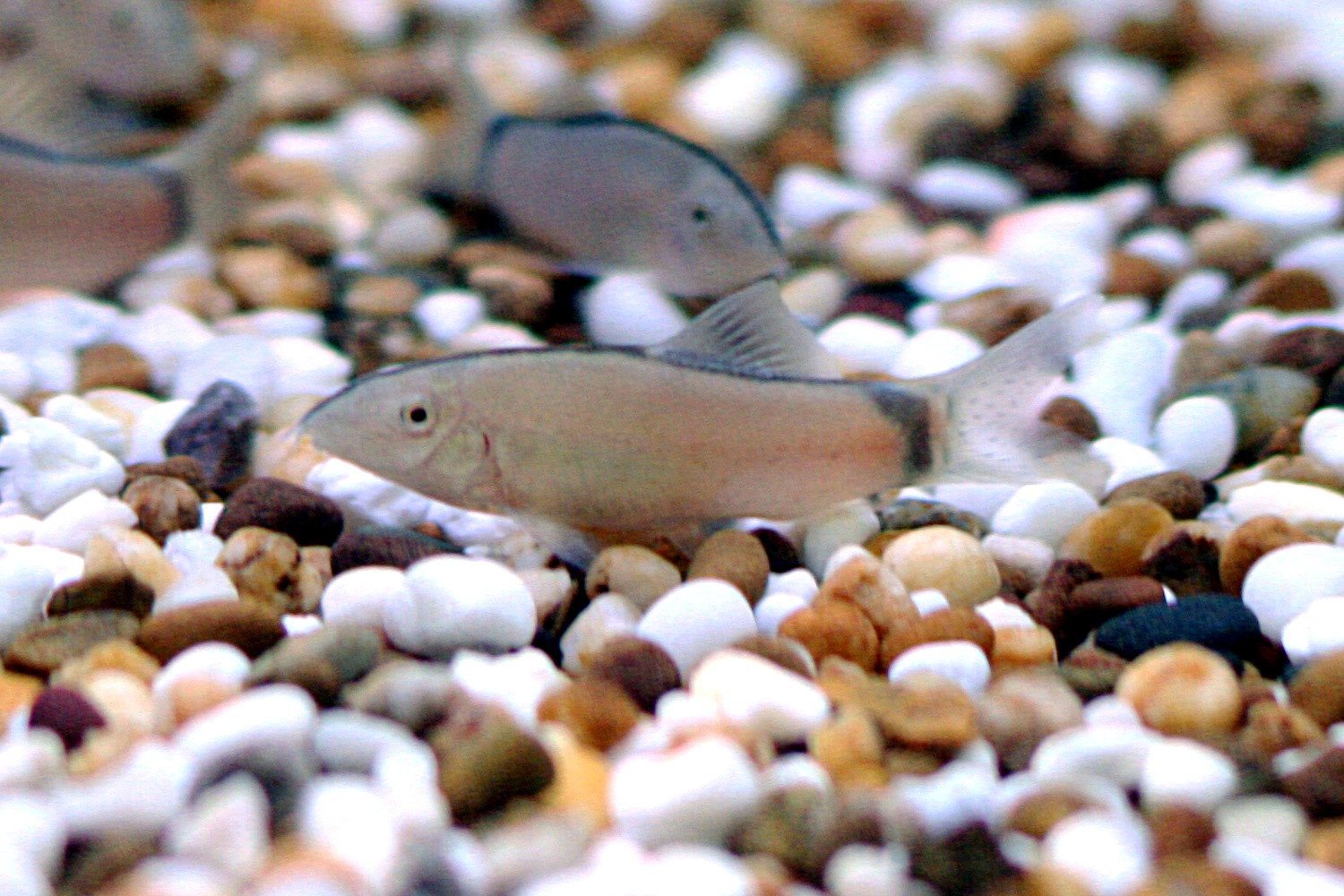
Yasuhikotakia morleti